# Randi Laubek

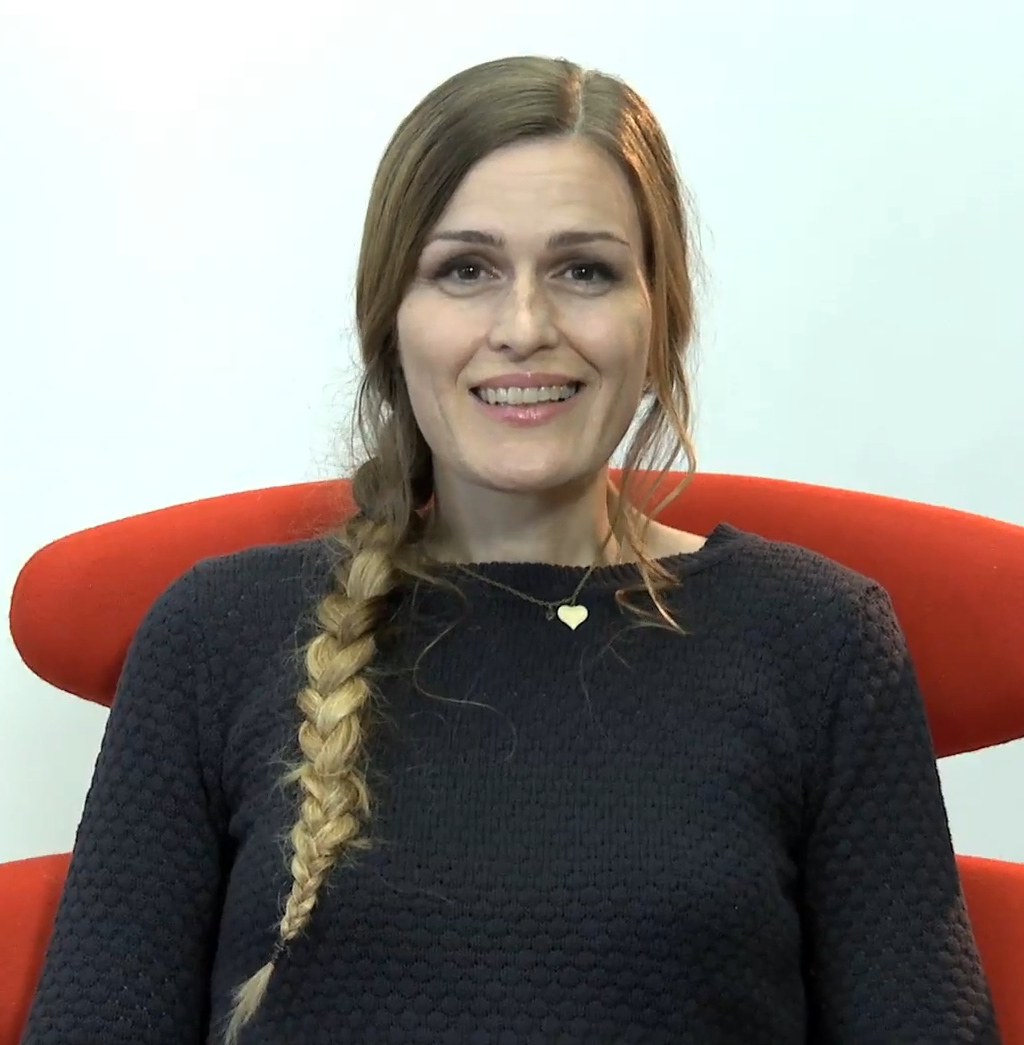
Randi Laubek (2016)

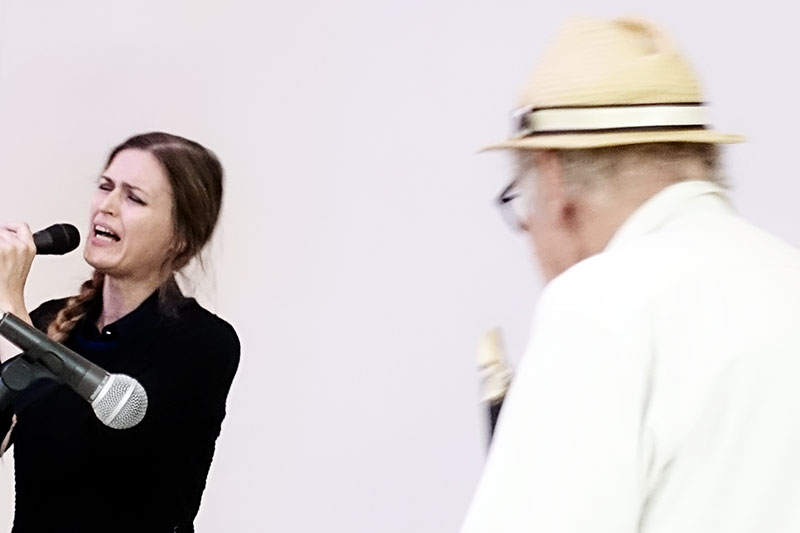
Randi Laubek
Aarhus Jazz Festival 2016

Randi Laubek (* 30. Juli 1973) ist eine dänische Sängerin und Songwriterin.
Randi Laubek wuchs in Dronninglund am Rande von Dänemark auf. Hier begann sie als achtjährige Gitarre zu spielen und als zwölfjährige ihre Songs zu schreiben. Mit achtzehn Jahren zog sie von ihrer Heimatstadt Dronninglund nach Dänemarks Hauptstadt Kopenhagen, um dort ihr Abitur zu machen. Zwei Jahre danach bekam sie von dem Produzenten Poul Bruun einen Plattenvertrag bei EMI angeboten.   
Im Jahr 1997 veröffentlichte sie ihr erstes Album Ducks and Drakes. 1998 bekam sie für ihr Debüt-Album einen „Dänischen Grammy“ als Bestes Album sowie jeweils einen in den Kategorien Beste Künstlerin und Beste Songwriterin. Im Jahr 2000 wurde sie erneut als Beste Künstlerin ausgezeichnet.
Laubeks Musikstil ist eine Mischung aus Pop, Soul und Jazz, ihre Songtexte sind lyrisch.

## Diskografie

### Alben
- Ducks and Drakes (1997)
- Almost Gracefully (2000)
- The Wedding of All Things (2003)
- Figures of Eight (2005)
- Sun Quakes (2009)
- Inner Seas Outer Fields (2016)

### Singles
- Madness Sadness (EMI-Medley, 1997)
- Cunningly Concealed (EMI-Medley, 1997)
- Tapestry Of Fire (EMI-Medley, 1998)
- Midsummer Flu (EMI-Medley, 2000)
- Evolution (EMI-Medley, 2001)
- Airworthy (EMI-Medley, 2001)
- In Port (EMI-Medley, 2003)
- Kiss Of Destiny (EMI-Medley, 2003)
- What You Feel Like (EMI Music, 2005)
- Moon Soul (EMI Music, 2005)

### Gastbeiträge
- Thomas Larsen Project: By Dawn´s Early Light (aus Olufsen, 1994)
- Bass And Trouble: Selector´s Item (aus Mega, 1994)
- Sanne Salomonsen: Unplugged (aus Virgin, 1994)
- Various Artists: Hair (Musical) (aus Mega, 1996)
- Tango Orkestret: Motello (Soundtrack) (aus Stunt, 1998)
- Kashmir: Home Dead (2001)
- Laura Illeborg: Lidt In Love (aus Kick, 2002)